# آب ماهي
آب ماهي (مقاطعة تشرام) (بالفارسية: آب ماهی) هي قرية تقع في قسم بشتة ذيلايي الريفي (مقاطعة تشرام) في إيران. يقدر عدد سكانها بـ 185 نسمة بحسب إحصاء 2016.